# Nuovi giorni
Nuovi giorni è un album discografico della cantante italiana Annalisa Minetti, pubblicato il 27 novembre 2012.

## Descrizione
Dall'album viene estratto come primo singolo il brano Mordimi.
In particolare il brano In volo è stato scritto prima delle paralimpiadi di Londra 2012 a cui Annalisa Minetti ha partecipato; il brano parla appunto delle sensazioni che si provano durante una corsa.
Il brano Ho bisogno di te, che è il secondo singolo estratto dall'album, è conosciuto anche solo con il titolo Ho bisogno, titolo infatti riportato sia come singolo che come video musicale.

## Tracce
1. Mordimi – 3:29 (testo: Francesco Adessi, Vittorio Costa – musica: Francesco Adessi, Annaluisa Giansante, Enrico Palmosi, Paolo Petrini)
2. Ai vostri posti – 3:19 (testo: Pasquale Panella – musica: Annaluisa Giansante, Enrico Palmosi, Paolo Petrini)
3. Ho bisogno di te – 3:39 (testo: Vittorio Costa, Annaluisa Giansante – musica: Enrico Palmosi, Andrea Vetralla) – conosciuto anche solo come Ho bisogno
4. Rosa che sogni – 3:07 (Sebastiano Barbagallo)
5. Senza cuore – 3:28 (testo: Pietro Castellacci – musica: Demo Morselli)
6. Che cosa l'amore – 4:14 (testo: Pasquale Panella – musica: Annaluisa Giansante, Enrico Palmosi)
7. Sola – 3:50 (testo: Pietro Castellacci – musica: Demo Morselli)
8. In volo – 4:01 (testo: Stefano Tedeschi – musica: Stefano Tedeschi, Danilo Di Lorenzo)
9. Ave Maria – 3:21 (testo: Pietro Castellacci – musica: Demo Morselli)

Durata totale: 32:28